# Habitabilitat en sistemes de nanes taronges

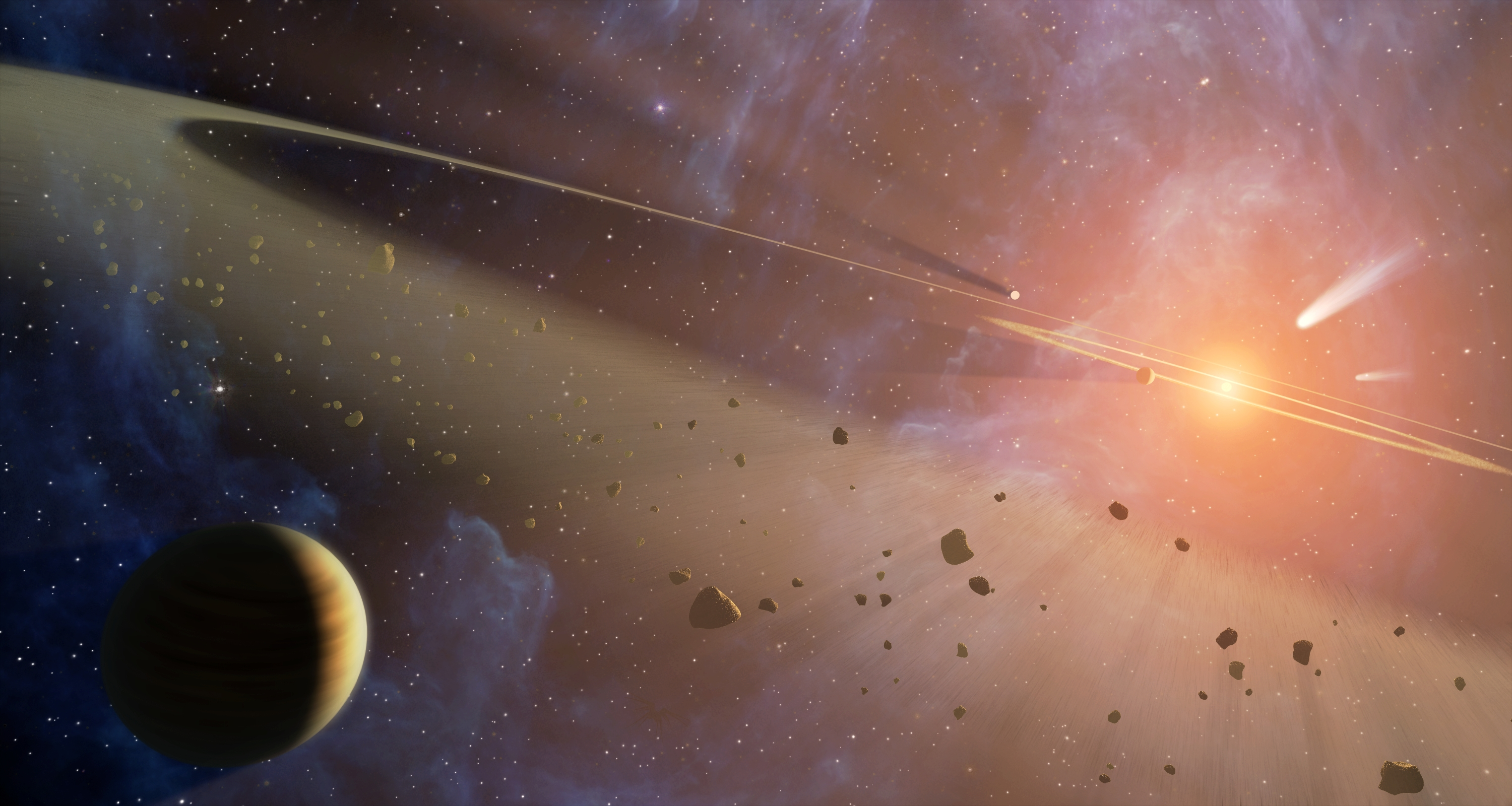
Representació d'un sistema al voltant de l'estrella Épsilon Eridani, una nana taronja.

La habitabilitat en sistemes de nanes taronges és objecte d'estudi per a experts en astrofísica, astrobiologia i exoplanetologia. La massa d'aquest tipus d'estrelles, compresa entre les 0,6 i 0,9 M☉, així com el seu radi i lluminositat, les situen entre les nanes grogues com el sol i les nanes vermelles.
Les estrelles tipus K marquen el límit de l'acoblament de marea per als planetes situats en la zona d'habitabilitat dels seus sistemes i, per tant, qualsevol objecte que les orbiti a una distància que ofereixi un interval de temperatures adequat per a l'existència d'aigua en estat líquid comptarà amb cicles de dia i nit com la Terra. Nombroses investigacions, com la publicada el 2014 pels astrofísics René Heller i John Armstrong en la revista Astrobiology, suggereixen que podrien ser més hospitalàries per a la vida que els anàlegs solars pels seus nivells de radiació ultraviolada, estabilitat, cicle vital i ubiqüitat.
L'exoplaneta confirmat amb major Índex de Similitud amb la Terra pertanyent a un sistema de nana taronja és Kepler-442b, amb un grau de parentiu del 84 %.

## Característiques
Les nanes taronges es corresponen amb les de tipus K de la seqüència principal, amb masses des de 0,6 fins a 0,9 M☉ i temperatures de 3500 a 5000 K. No obstant això, les estrelles de la seqüència principal amb temperatures inferiors a 4000 K són considerades genèricament com a nanes vermelles i no taronges, la qual cosa comprèn tant a les de tipus M com a les K-tardà. Atès que l'esperança de vida d'una estrella és inversament proporcional a la seva massa i lluminositat, les nanes taronges tenen un extens cicle vital. Davant dels 10 000 milions d'anys que comprèn en una estrella tipus G com el sol, les de tipus K poden romandre entre 20 000 i 40 000 milions d'anys en la seqüència principal. Amb una representativitat del 9 %, ocupen el segon lloc entre les estrelles més comunes de l'univers després de les nanes vermelles, que suposen vuit de cada deu.

## Zona habitable

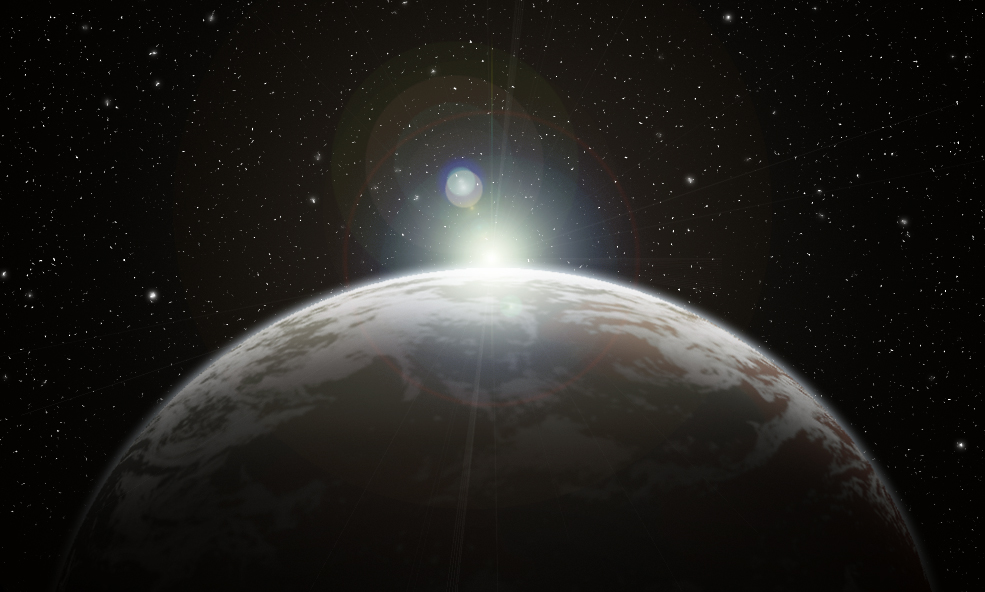
Impressió artística d'un planeta situat a la zona d'habitabilitat d'una nana taronja.

La zona d'habitabilitat de les nanes taronges se situa de mitjana a una distància d'entre 0,5 i 1 ua de l seva estrella, encara que varia en funció de la seva grandària i lluminositat. Mentre que en una tipus K5 de 0,64 R☉ abastaria des de 0,342 fins a 0,67 ua respecte a l'estrella, en una tipus K0 de 0,83 R☉ se situaria entre 0,604 i 1,188 ua. A aquestes distàncies i considerant la massa estel·lar, qualsevol exoplaneta es trobaria massa lluny per presentar ancoratge per marea i estaria a resguard de les ejeccions de massa coronal de la seva estrella. No obstant això, aquest últim punt no és tan transcendent en les nanes taronges com en les vermelles, ja que són considerablement més estables. En la seva fase inicial, les estrelles de classe M compten amb taques estel·lars que disminueixen la seva lluentor fins en un 40 % durant mesos i que poden expulsar flamarades capaces de duplicar la seva lluminositat en qüestió de minuts.
Els estudis publicats per l'equip de Jorge I. Zuluaga a The Astrophysical Journal indiquen que hi ha un factor addicional a considerar en el potencial d'habitabilitat planetària d'una estrella representat per la radiació ultraviolada i la seva capacitat per erosionar l'atmosfera d'un planeta. Com a referència, conclouen que qualsevol objecte de massa terrestre situat en l'òrbita d'una estrella similar al sol a una distància inferior a 0,8 ua, la perdria completament. Considerant la relació directa existent entre la massa d'una estrella i la grandària de la seva zona habitable, com més petita sigui majors seran els efectes sobre qualsevol planeta «Rinxolets d'Or» del sistema. Per poder conservar una part substancial de la seva atmosfera, han de comptar amb un camp magnètic major que el de la Terra i, per tant, han de ser més massius. En la investigació, l'únic exemple tractat sobre un exoplaneta pertanyent a una nana taronja és HD 85512 b, 3,5 vegades més massiu que la Terra, i determinen que la probabilitat que la seva atmosfera hagi sobreviscut a la intensa activitat inicial de la seva estrella és molt alta, a pesar que traspassa el límit intern de la zona habitable. És probable que la majoria d'objectes descoberts a la zona d'habitabilitat d'un astre d'aquest tipus puguin mantenir les seves atmosferes, especialment si la seva massa supera a la terrestre.

## Potencial per a la vida

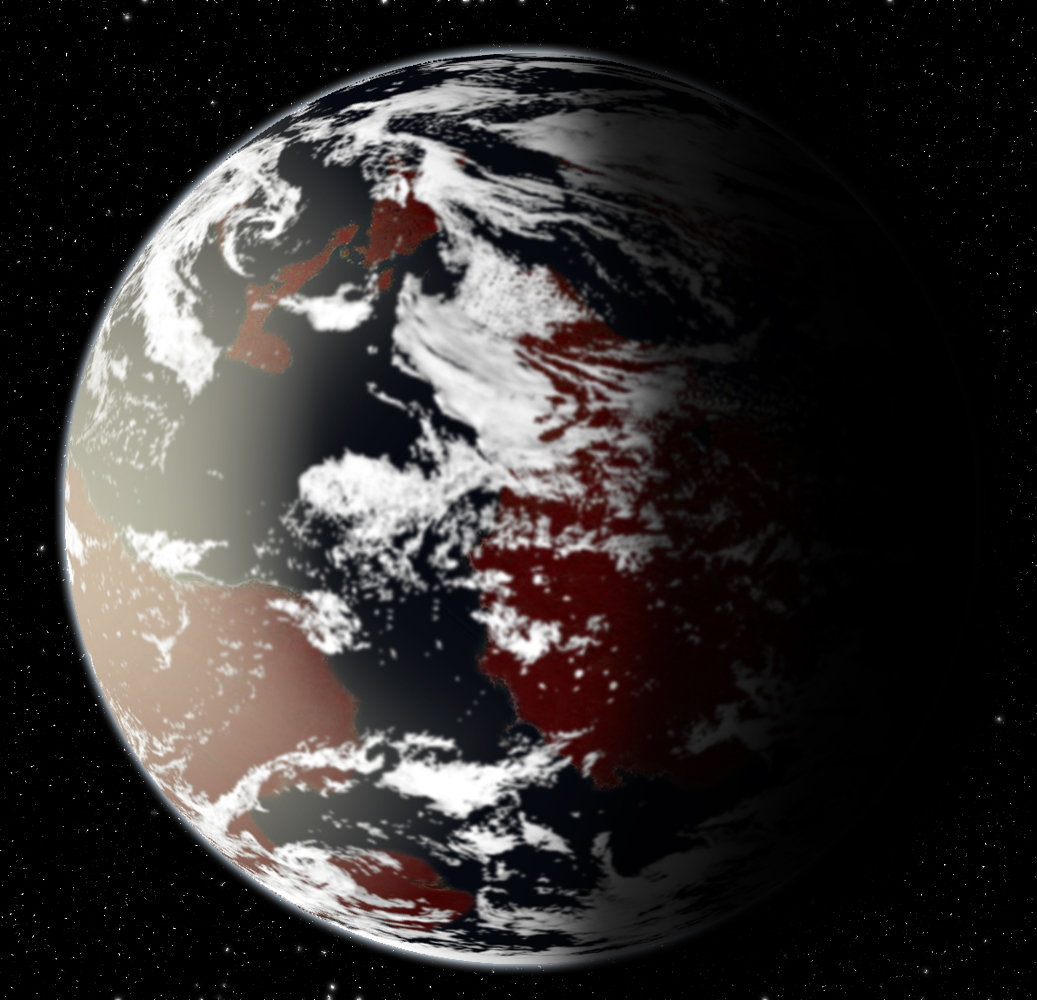
Les plantes d'un planeta habitable pertanyent a un sistema tipus K adoptarien colors com el taronja o el vermell, fent visibles la seva tonalitat des de l'espai.

Extraoficialment, aquestes estrelles són conegudes com a «estrelles "Rinxolets d'Or"» per la seva situació intermèdia entre les de tipus G i M, presentant els avantatges d'ambdues sense els seus teòrics inconvenients. En un estudi publicat en la revista Astrobiology el gener de 2014, els astrofísics René Heller i John Armstrong debaten la possibilitat que existeixin exoplanetes més aptes per a la vida que la Terra, que denominen planetes superhabitables. Una de les característiques propostes és la pertinença a un sistema estel·lar tipus K.
Segons les seves investigacions, les nanes taronges compten amb uns nivells de radiació ultraviolada òptims per al desenvolupament de la vida. Totes les estrelles travessen un període inicial d'intensa activitat, amb bruscs canvis de lluminositat i radiació, la durada de la qual guarda una relació inversa amb la seva massa. Al voltant d'uns 500 milions d'anys per a una nana groga com el sol, les nanes vermelles menys massives poden romandre en aquesta fase més de 3000 milions d'anys. Transcorregut aquest període, es mantenen estables durant pràcticament tota la seqüència principal. En les nanes vermelles, és possible que per llavors qualsevol planeta situat a la seva zona habitable hagi perdut la major part de la seva atmosfera i, en qualsevol cas, durant la seva fase estable els nivells de radiació ultraviolada per a aquesta regió serien massa baixos per permetre la síntesi d'alguns compostos bioquímics essencials.
Per contra, les nanes taronges es troben en un estat intermedi, amb una fase d'intensa activitat més duradora que la dels anàlegs solars però sense aconseguir l'extensió típica per a les nanes vermelles. A més, quan aconsegueixen la seva fase estable, ofereixen uns nivells de radiació ultraviolada inferiors als de les estrelles similars al sol però suficients per sustentar els processos químics necessaris per a la vida. De fet, serien prou baixos per fer innecessàries les estratègies de protecció i reparació davant de la radiació que presenten els organismes terrestres.
La zona d'habitabilitat estel·lar varia al llarg de la seqüència principal, allunyant-se de l'estrella a mesura que augmenta la seva lluminositat. Aquest procés, particularment lent en les nanes vermelles, també és molt extens en estrelles de classe K però sense presentar l'adversitat de les de tipus M per a l'habitabilitat planetària.
Les investigacions de l'astrofísic Martin J. Heath en col·laboració amb experts de l'Institut SETI i del Centre d'Investigació Ames de la NASA, entre d'altres, suggereixen que la fotosíntesi seria possible fins i tot en exoplanetes situats a la zona habitable d'estrelles de classe M. El color principal de la vegetació varia en funció del tipus estel·lar, podent ser blau, verd, groc, taronja, vermell o fins i tot negre. En estrelles tipus K, les plantes probablement adoptarien un to taronja o vermell.

## Descobriments
Després de l'actualització de la base de dades exoplanetària del 10 de maig de 2016. el nombre total d'exoplanetes confirmats ascendeix a 3264. la majoria detectats pel telescopi espacial Kepler per observació dels seus trànsits. Aquest mètode afavoreix la troballa de cossos planetaris amb una òrbita curta. que passen freqüentment davant de la seva estrella. Per tant. la major part dels objectes descoberts pel telescopi són extremadament càlids i solen pertànyer a estrelles tipus K i M, els planetes del qual tenen generalment un any més curt.
Aquesta llista indica els exoplanetes confirmats amb major índex de similitud amb la Terra que pertanyen a nanes taronges i mostra algunes de les seves característiques en comparació de la Terra:
| #   | Nom         | IST  | SPH  | HZD   | HZC   | HZA   | Temp (℃) | Massa (M⊕) | Radi (R⊕) | tClass       | hClass        | Període orbital | Distància (anys llum) | Any desc.   |
| --- | ----------- | ---- | ---- | ----- | ----- | ----- | -------- | ---------- | --------- | ------------ | ------------- | --------------- | --------------------- | ----------- |
| N/d | Terra       | 1.00 | 0.72 | -0.50 | -0.31 | -0.52 | 14 ℃     | 1          | 1         | tipus-terra  | mesoplaneta   | 365.26 dies     | 0                     | prehistòric |
| 1   | Kepler-442b | 0.84 | 0.04 | -0.34 | -0.16 | -0.06 | -2.65 ℃  | 2.34       | 1.34      | superterra   | psicroplaneta | 112.31 dies     | 1115.9                | 2015        |
| 2   | Kepler-62e  | 0.83 | 0.96 | -0.70 | -0.15 | 0.28  | 28.45 ℃  | 4.54       | 1.61      | planeta oceà | mesoplaneta   | 122.39 dies     | 1200.3                | 2013        |
| 3   | Kepler-283c | 0.79 | 0.85 | -0.58 | -0.14 | 0.69  | 17.95 ℃  | 7.04       | 1.81      | minineptú    | mesoplaneta   | 92.74 dies      | 1741.7                | 2014        |
| 4   | HD 40307 g  | 0.74 | 0.04 | -0.23 | -0.14 | 0.77  | -2.65 ℃  | 7.09       | 1.82      | minineptú    | psicroplaneta | 197.80 dies     | 41.7                  | 2012        |
| 5   | Kepler-61b  | 0.73 | 0.27 | -0.88 | -0.13 | 1.24  | 40.85 ℃  | 13.85      | 2.15      | minineptú    | mesoplaneta   | 59.88 dies      | 1063.3                | 2012        |
| 6   | Kepler-443b | 0.71 | 0.98 | -0.54 | -0.12 | 1.83  | 22.35 ℃  | 19.53      | 2.33      | minineptú    | mesoplaneta   | 177.67 dies     | 2540.8                | 2015        |
| 7   | Kepler-298d | 0.68 | 0.00 | -0.86 | -0.11 | 2.11  | 48.75 ℃  | 26.81      | 2.50      | minineptú    | mesoplaneta   | 77.47 dies      | 1546.0                | 2014        |
| 8   | Kepler-62f  | 0.67 | 0.00 | 0.45  | -0.16 | 0.19  | -33.65 ℃ | 2.81       | 1.41      | planeta oceà | psicroplaneta | 267.29 dies     | 1200.3                | 2013        |
| 9   | Kepler-174d | 0.61 | 0.00 | 0.32  | -0.13 | 1.77  | -20.25 ℃ | 14.78      | 2.18      | minineptú    | psicroplaneta | 247.35 dies     | 1174.2                | 2014        |